# NGC 7331
NGC 7331 (také známá jako Caldwell 30) je spirální galaxie v souhvězdí Pegase vzdálená od Země přibližně 46 milionů světelných let. Objevil ji William Herschel 6. září 1784.
Galaxie je rozměrem a strukturou podobná Galaxii Mléčná dráha, proto se někdy nazývá „dvojník Mléčné dráhy“,
i když nedávné objevy ohledně struktury Mléčné dráhy mohou tuto podobnost zpochybnit.

## Pozorování
NGC 7331 je nejjasnějším členem skupiny galaxií NGC 7331, do které patří i NGC 7320. Na obloze se nachází v severní části souhvězdí, 4° severozápadně od hvězdy Matar (η Peg) s magnitudou 2,9. Jde nejjasnější galaxii v Pegasovi
a o jednu z nejjasnějších galaxií, která není zahrnuta v Messierově katalogu.
V těsné blízkosti NGC 7331 můžeme ve velkých dalekohledech spatřit několik slabých galaxií, které se ovšem nachází v mnohem větší vzdálenosti. Podobně je na tom i Stephanův kvintet, který leží 0,5° jihozápadně od NGC 7331 a ze kterého pouze NGC 7320 leží v podobné vzdálenosti jako NGC 7331; ostatní členové kvintetu se nachází v mnohem větší vzdálenosti.

## Retrográdní výduť

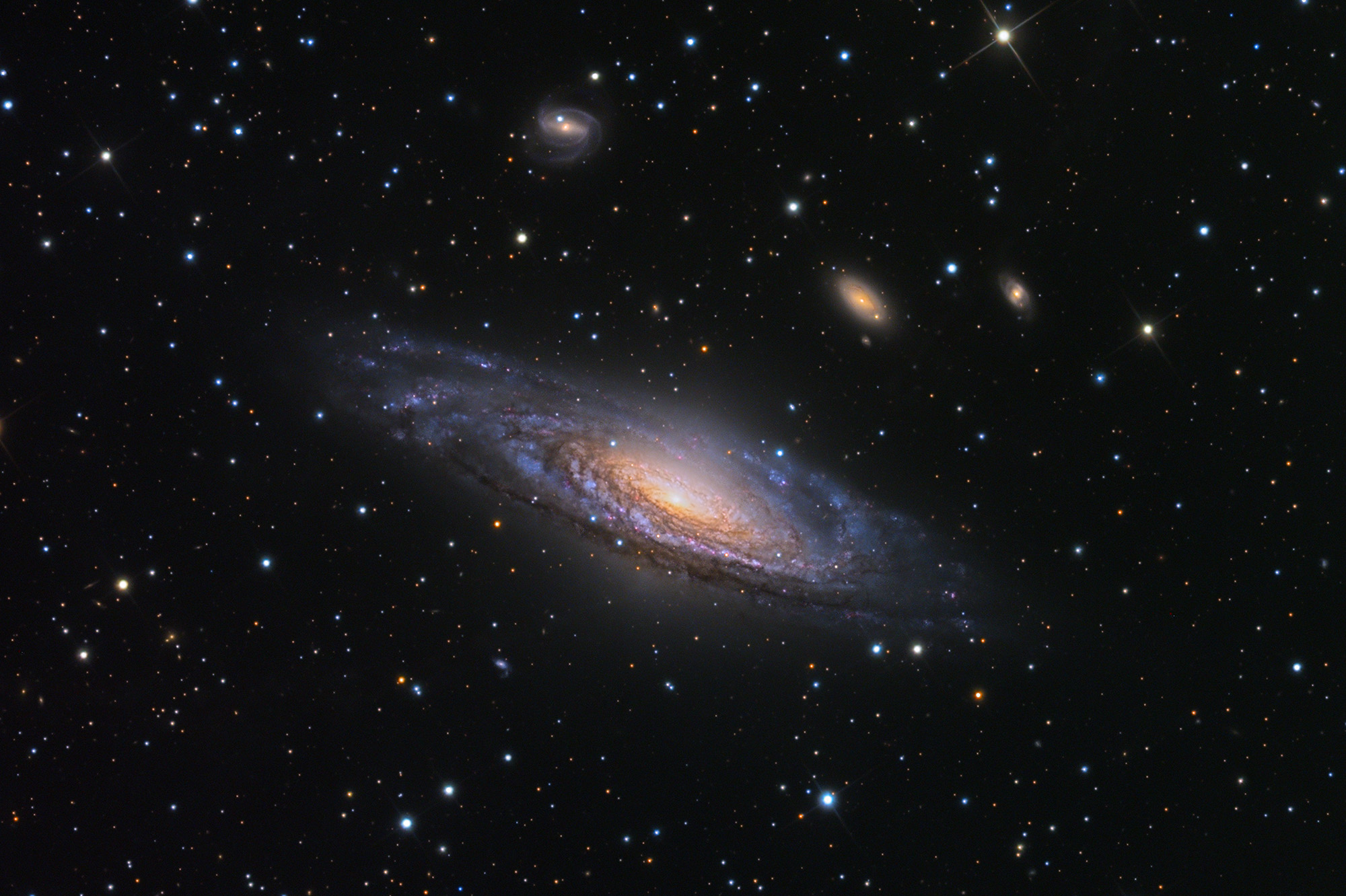
Spirální galaxie NGC 7331 na snímku z dalekohledu o průměru 610 mm na hoře Mt. Lemmon v Arizoně

Ve spirálních galaxiích se galaktická výduť většinou otáčí spolu s diskem, ale v NGC 7331 se otáčí opačným směrem než zbytek disku.
Současná výduť se mohla dodatečně vytvořit zachyceným materiálem, ale jestli pochází z období vzniku galaxie, pak není jednoduché vysvětlit, jak tento stav mohl vzniknout. 

## Supernovy
Ve stoletém období zde byly nalezeny 3 supernovy: supernova typu Ib s názvem SN 2014C a maximem 15,5 mag, supernova typu II s názvem SN 2013bu a maximem 16,6 mag a supernova typu IIL
s názvem SN 1959D, která v maximu dosáhla magnitudy 13,4.
SN 1959D objevili Milton Humason a H. S. Gates při pozorování na Palomarské observatoři.